# Eremitis
Eremitis là một chi thực vật có hoa trong họ Hòa thảo (Poaceae).

## Loài
Chi Eremitis gồm các loài: